# Der letzte Schleier
Der letzte Schleier (Originaltitel: The Seventh Veil) ist ein britisches Melodram von Compton Bennett aus dem Jahr 1945. Die Hauptrollen spielen Ann Todd und James Mason. Der Film gewann bei der Oscarverleihung 1946 den Preis für das beste Originaldrehbuch. Die Veröffentlichung war in Großbritannien am 18. Oktober 1945, in den USA am 15. Februar 1946. Im selben Jahr lief der Film auch in Deutschland an. In der DDR lief der Film erstmals am 29. April 1986 unter dem Titel Der 7. Schleier im Fernsehen.
2012 erschien Der letzte Schleier in Großbritannien auf DVD.

## Handlung
Francesca Cunningham, eine ehemalige Pianistin, ist Patientin bei dem Psychotherapeuten Dr. Larsen. Via Hypnose bringt er sie dazu, ihre Lebensgeschichte zu erzählen, um zu ergründen, warum sie sich das Leben nehmen wollte. In Rückblenden werden sukzessive die „Schleier“ gelüftet, die ihre Erinnerung bedecken.
Für Francesca hatte sich stets nur ihr Cousin zweiten Grades und Vormund Nicholas interessiert, ein verkrüppelter Musiker. Nicholas ist neidisch auf Francescas musikalisches Talent und außerdem hat er, verursacht durch eine Mutter, ein gestörtes Verhältnis zu Frauen. Trotzdem ist er ein brillanter Musiklehrer, der Francesca dazu bringt, sich selbst zu übertreffen, aber er ist auch ein Mensch, der jedwede emotionalen Verstrickungen zu vermeiden versucht.
Auf dem Londoner Royal College of Music beginnt sich Peter, ein amerikanischer Mitstudent, für Francesca zu interessieren. Obwohl sie ihn zunächst abweist, werden Francesca und Peter ein Paar und verloben sich. Sie ist jedoch noch nicht volljährig, und Nicholas verweigert ihr seine Zustimmung für die Heirat. Sie beendet ihre Ausbildung und beginnt ihre Karriere in Europa.
Jahre vergehen. Nicholas und Francesca kehren nach Großbritannien zurück, da sie eingeladen wurde, in der Royal Albert Hall aufzutreten. Sie erfährt, dass Peter inzwischen geheiratet hat. Als der Künstler Maxwell Leyden von Nicholas gebeten wird, ein Porträt von Francesca zu malen, verlieben sie sich ineinander. Daraufhin wird Nicholas wütend und schlägt mit seinem Stock auf die ihre Hände, während sie spielt. Sie flieht vor ihm, wird mit Maxwell in einen Autounfall verwickelt, bei dem ihre Hände Verbrennungen erleiden, sodass sie glaubt, nie wieder spielen zu können.
Nach der Therapie – und nun geheilt laut Dr. Larsen – erkennt Francesca, dass Nicholas ihre wahre Liebe ist, und nicht Peter oder Maxwell.

## Filmmusik
Die Filmmusik wurde von Benjamin Frankel geschrieben, der dabei Pianostücke von Chopin, Mozart und Beethoven sowie Teile des Klavierkonzerts von Grieg und des 2. Klavierkonzerts von Rachmaninow verwendete. Die Stücke wurden von Eileen Joyce gespielt. Joyce hatte für Ann Todd eigens einen Kurzfilm angefertigt, mit dem sie das Spielen üben sollte, und trainierte sie in ihren Armbewegungen.

## Rezeption
Produziert mit einem Budget von nur 92.000 £, war der Film mit zwei Millionen £ der größte Erfolg des Jahres an den britischen Kinokassen.
Der Film wurde zudem in das Programm der Internationalen Filmfestspiele von Cannes 1946 aufgenommen und gewann 1947 einen Oscar in der Kategorie Bestes Originaldrehbuch (für Sydney and Muriel Box).
2004 stellte das British Film Institute eine Liste der 100 größten UK-Kinohits auf, bei der der Film mit 17,9 Mio. Zuschauern auf Platz 10 landete.
Im Jahr 1951 spielten Ann Todd, Herbert Lom und Leo Genn auch in einer Bühnenadaption in London.